# Charlotte de Castille
Charlotte de Castille, morte en 1659, est la fille cadette de Pierre de Castille et de Charlotte Jeannin, fille de Pierre Jeannin, trésorier de l'Épargne.

## Biographie
Pour son mariage avec Charles Chabot, comte de Charny, Malherbe compose des stances.
Veuve de Chabot, mort en 1621, elle épouse Henri de Talleyrand-Périgord, comte de Chalais en décembre 1623. En 1626, Chalais tue Roger de Daillon, baron de Pongibault, frère du comte du Lude à cause d’une chanson infamante. La même année, il prend part à la conspiration qui porte son nom contre Louis XIII et est exécuté à Nantes, la laissant veuve une deuxième fois avec sa fille Philippe-Charlotte.